# Cranes (band)
Cranes is een band uit Groot-Brittannië. Hun oeuvre varieert van gothic rock en gothic minimalisme tot shoegaze en dream pop.

## Geschiedenis
De band is opgericht in 1989 in Portsmouth door Alison Shaw en haar broer Jim Shaw. De naam verwijst naar de kraanmachines in de haven van de stad.
In de loop der jaren heeft hun stijl een aantal veranderingen ondergaan. Terwijl hun werk in het begin vrij stevig was, met veel ruimte voor pulserende gitaar-riffs en Alisons 'highpinched vocals', zouden ze later steeds vaker rustigere, dromerige nummers gaan maken. De band varieerde van 'goth' (het album "Wings of Joy") naar shoegaze (de albums "Forever" en "Loved") en uiteindelijk naar elektronische dream pop (de albums "Particles and Waves" en "Cranes").
Na een aantal jaren van stilte na 1997 brachten broer en zus Shaw onder hun eigen label 'Dadaphonic' en een nieuwe samenstelling in 2001 hun album 'Future Songs' uit. Gitaren zouden steeds minder overheersen en het werk neigde vanaf dat moment steeds meer naar elektronische soundscapes. Constante bleef wel het karakteristieke stemgeluid van de zangeres Alison Shaw, die de sound van de band het meest bepaalt: een stem die ook wel omschreven wordt als dat van een 12-jarig meisje na het inademen van helium.
In Nederland en België verwierf de band bekendheid met veelvuldige optredens op festivals. Ook stonden ze regelmatig in het voorprogramma van The Cure (de zanger Robert Smith noemt zich een fan).

## Bandleden

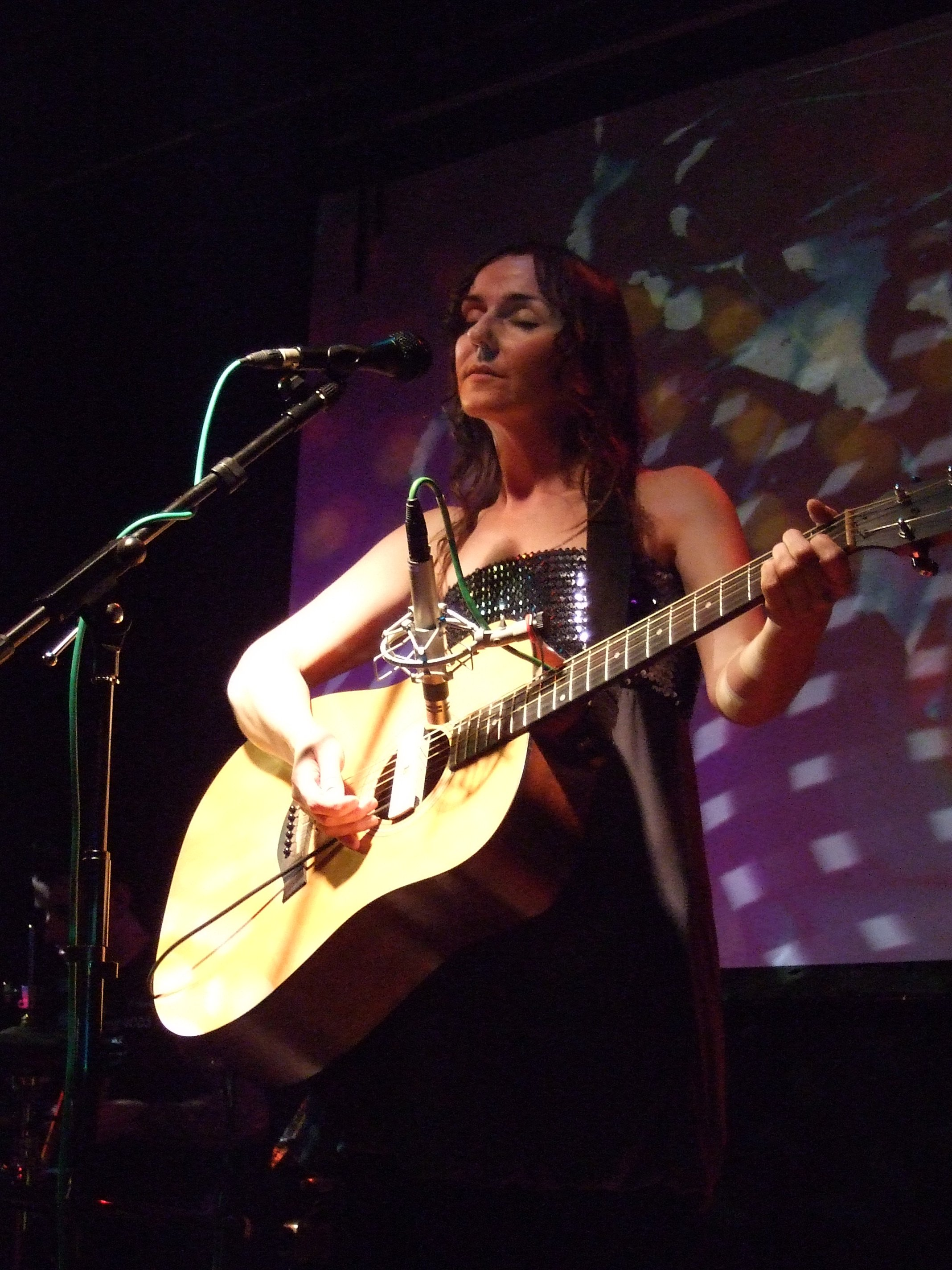
Zangeres Alison Shaw

### Huidige bandleden
- Alison Shaw - zang, basgitaar, akoestische gitaar
- Jim Shaw - gitaar, basgitaar, keyboard, drums
- Paul Smith - gitaar, keyboard
- Ben Baxter - basgitaar
- Jon Callender - drums

### Eerdere bandleden
- Kevin Dunford - gitaar (1989-1994)
- Mark Francombe - gitar, basgitaar, keyboard (1989–1997)
- Matt Cope - gitaar (1989–1997)
- Manu Ross - drums (1996–1997)

## Discografie

### Albums
- Fuse (MC, 1986)
- Self-Non-Self (1989), Bite Back
- Wings of Joy (1991), Dedicated/RCA
- Forever (1993), Dedicated/RCA
- Loved (1994), Dedicated/Arista
- La tragédie d'Oreste et Électre (1996), Dedicated/Arista (Limited Edition)
- Population 4 (1997), Dedicated/Arista
- EP Collection, Vol. 1 & 2 (1997), Dedicated
- Future Songs (2001), Dadaphonic
- Live in Italy (2003), Dadaphonic
- Particles & Waves (2004), Dadaphonic
- Live at Paradiso 1991 (2007) (download)
- Cranes (2008), Dadaphonic

### Singles en ep's
- Inescapable (1990), Dedicated
- Espero (1990), Dedicated
- Adoration (1991), Dedicated
- Tomorrow's Tears (1991), Dedicated
- Adrift (1993), Dedicated
- Jewel (1993), Dedicated/RCA
- Forever Remixes (1993)
- Shining Road (1994), Dedicated
- Can't Get Free (1997), Dedicated
- Submarine (2002)
- The Moon City/It's a Beautiful World (2002), Elefant